# ملفات جنوم
ملفات جنوم (بالإنجليزية: GNOME Files)‏ هو مدير الملفات الرسمي لسطح مكتب جنوم. حل ملفات جنوم محل مدنايت كوماندر في جنوم 1.4 وصار مدير الملفات المبدئي من الإصدارة 2.0 فما بعدها.
كان ملفات جنوم المنتج الرئيسي لشركة إيزل (خرجت من السوق الآن). ملفات جنوم برنامج حر تحت رخصة جنو العمومية.

## الخصائص

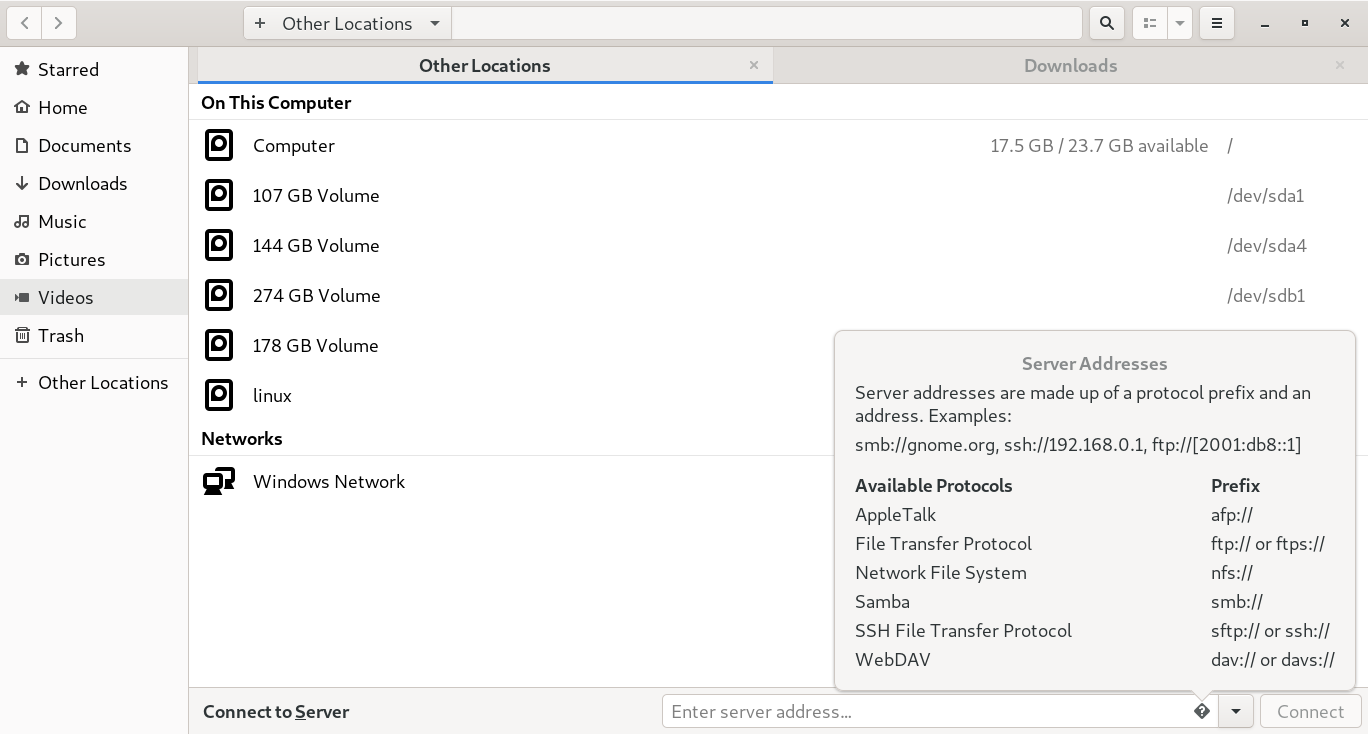
يوفر برنامج ملفات جنوم صفحةً خاصة لإدارة أجهزة التخزين.

يدعم ملفات جنوم تصفّح نظام الملفات المحلي بالإضافة إلى مواقع بروتوكول نقل الملفات، وويندوز SMB، وغيرها عبر نظام ملفات جنوم الافتراضي.
كما يدعم العلامات، وخلفيات النافذة، والشعارات، والملاحظات، كما يتيح للمستخدم الاختيار بين مشهد الأيقونات أو القائمة. كما يحفظ تأريخ المجلدات المزارة -مثله مثل متصفحات الوب- بما يتيح سهولة الرجوع لها. كما يستطيع عرض معاينات للملفات تظهر على أيقوناتها، سواء نلفات النصوص أو الصور أو الفيديو عبر المُصغِّرات مثل طوطم.
يستطيع ملفات جنوم تتبع التغيرات على الملفات المحلية آنيا مستخدما مكتبة طفل، رافعا الحاجة إلى تحديث المشهد يدويا.

## وصلات خارجية
- ملفات جنوم على موقع Open Hub (الإنجليزية)
- ملفات جنوم على موقع Free Software Directory (الإنجليزية)
- صفحة برنامج ملفات جنوم  على أوبن هب